# Louis Guinle
Pour les articles homonymes, voir Guinle.
Pas d'image ? Cliquez ici

a Compétitions nationales et continentales officielles uniquement.

Dernière mise à jour le 31 janvier 2014.
Louis Guinle est un joueur français de rugby à XV, né le 25 avril 1928 à Lourdes, 1,82 m et 93 kg, ayant occupé le poste de seconde ligne au FC Lourdes durant plus de dix ans, à partir de 1950. 

## Biographie
Il a remporté avec ce club 6 championnats, 3 challenges Yves Du-Manoir, et 2 Coupes de France. Sa meilleure saison fut sans doute obtenue en 1959 - 1960. Il finit sa carrière en partant jouer à Vic-en-Bigorre avec son compère de seconde ligne du FCL André Laffont. Il a été cinq fois champion de France avec ce dernier (dont un triplé), formant l'une des seconde lignes les plus performante du rugby français des années 1950. De statures similaires et non exceptionnelles pour des joueurs occupant ce rang à l'époque, ils furent seulement dépassés en taille au sein de leur club durant la saison 1959-60 par le troisième ligne centre Roland Crancée du haut de ses 1,95 m. 
Tenant par la suite une boucherie, son gendre n'est autre que Michel Crémaschi. 
Louis Guinle, tout comme André Laffont et Jean Taillantou, n'a jamais été sélectionné en équipe de France durant ses années lourdaises. 
(Remarque: son fils, boucher lui aussi, fut finaliste de la Coupe de France en 1984, comme troisième ligne, et Jeantou Guinle (ailier) finaliste de 2e division en 1939 avec le club)

## Palmarès
- Championnat de France de première division :
  - Champion (6): 1952, 1953, 1956, 1957, 1958 et 1960.
  - Vice-champion (1) : 1955
- Challenge Yves du Manoir :
  - Vainqueur (3) : 1953, 1954 et 1956
- Coupe de France :
  - Vainqueur (2): 1950 et 1951